# Julià Vilaseca i Esteve
Julià Vilaseca i Esteve (ca.1850 - Barcelona, 27 de desembre de 1929) fou intèrpret d'harmònium, compositor i mestre a Montserrat.

## Biografia
Fou escolà de l'Abadia de Montserrat, on va estudiar música. Més tard fou mestre de música de Joaquim Cassadó i Valls al col·legi de la Sagrada Família de Sant Andreu del Palomar. Fou tresorer de la Unió d'Escolans de Montserrat, sent president el monjo benedictí Adeodat F. Marcet i Poal.
La seva obra més citada en hemeroteques és la Gran Missa Coral "Pius X". Fou autor també d'alguna sarsuela, com ara La competència (1899) amb lletra de Josep Alcoverro i Carós, estrenada al Cercle Catòlic de Sant Andreu del Palomar, i Los pastorcillos de Belén. Es conserven obres seves als fons musicals GrJV (Fons Joan Vernet de l'ACVO) i SEO (Fons de l'església parroquial de Sant Esteve d'Olot).
Es va casar el 4 de setembre de 1884 en Sant Martí de Provençals amb Dolors Rivera i Cuadrench (1860-1951) i un dels seus fills fou l'arquitecte Joaquim Vilaseca i Rivera (1885-1963). El germà de la seva dona Joaquim Rivera i Cuadrench fou un important mestre d'obres, membre de la junta directiva de l'Ateneu Barcelonès, conseller de l'Ajuntament de Barcelona i vicepresident de la junta de la Séquia Comtal.